# やさしい闘魚たち
『やさしい闘魚たち』（やさしいとうぎょたち）は、1984年9月5日から同年9月26日まで、TBS系列で放送された毎日放送制作のテレビドラマである。全4話。
1975年4月スタートの『青銅の花びら』以来、9年半続いた毎日放送制作・水曜22:00枠の連続ドラマの最終作品である。

## 内容
作詞家の仁科杏子とその妹の久美は異母姉妹。神奈川県相模原市のかつて米軍ハウスだった家に二人で暮らしている。ある日、そんな姉妹のもとに、山岡亮介と名乗る見知らぬ一人の男が転がり込んできた。姉妹と男の奇妙な共同生活、また姉妹と周囲の人々との様々な人間模様とを描いた作品。

## キャスト
- 仁科杏子：秋吉久美子
作詞家、28歳。佐伯洋というボーイフレンドが居る。
- 仁科久美：紺野美沙子
女子大生、21歳。世間知らずと言われるお嬢様的なタイプ。雑誌『アラベスク』編集部でアルバイトをしている。
- 山岡亮介：渡瀬恒彦
自称、国際的イベント屋。杏子・久美姉妹の元に突然転がり込み、下宿人として共同生活を始める。
- 佐伯洋：伊原剛（現：伊原剛志）
新人歌手。杏子曰く「適当に遊んでいる」という相手。第2話で杏子との関係を『アラベスク』にすっぱ抜かれる。
- 醍醐貢介
- 仲恭司
- 立花：藤木孝
- 南田：内藤武敏
- 酒井裕子：水島裕子
洋のもう一人の恋人。
- 北村総一朗
- 沼田爆
- 周平：森塚敏
- 悦子：立石涼子
亮介の別れた元妻。
- 明：山越正樹
悦子の息子。
- 片山：新田昌玄
『アラベスク』編集長。
- 君江：池田昌子
- 西村知江子

ほか
（出典：）

## 主題歌
- 「Midnight Kids」中村あゆみ

## スタッフ
- 脚本：布勢博一
- 演出：瀬木宏康
- 製作：毎日放送、テレビ館

## サブタイトル
1. 1984年9月5日 「同じ屋根の下の女と男です」
2. 1984年9月12日 「生きることに少し疲れた女のお話です」
3. 1984年9月19日 「淋しい時は寄り添いたいのです」
4. 1984年9月26日 「けだるい人生も悪くはないのです」